# Arctia nigrella
Arctia nigrella är en fjärilsart som beskrevs av Fettig. 1889. Arctia nigrella ingår i släktet Arctia och familjen björnspinnare. Inga underarter finns listade i Catalogue of Life.